# 天竜川水力電気
天竜川水力電気株式会社（旧字体：天龍󠄂川水力電氣株式會社󠄁、てんりゅうがわすいりょくでんきかぶしきがいしゃ）は、大正時代に存在した古河財閥傘下の電力会社である。社名にある天竜川水系での発電所建設を目指した。
1920年（大正9年）設立。古河鉱業（現・古河機械金属）から天竜川水系の自家用発電所と水利権を移して起業され、大規模発電所建設を計画するが、浜松市への送電線建設を終えた段階で関西電気（後の東邦電力）へと合併され設立2年で解散した。

## 会社設立と開業
静岡県西部、天竜川沿いの浜松市天竜区（旧佐久間町）西渡地区では、1899年（明治32年）から1970年（昭和45年）にかけて古河鉱業（現・古河機械金属）により「久根鉱山」という銅山が操業していた。この銅山に電力を供給するための自家用発電所として、古河鉱業により大正時代に2つの水力発電所が建設された。その一つが、上流の愛知県豊根村古真立に建設された豊根発電所である。天竜川沿いに立地するが山を挟んだ天竜川水系の大入川（おおにゅうがわ）から取水する発電所であり、3,450キロワットの発電力があった。

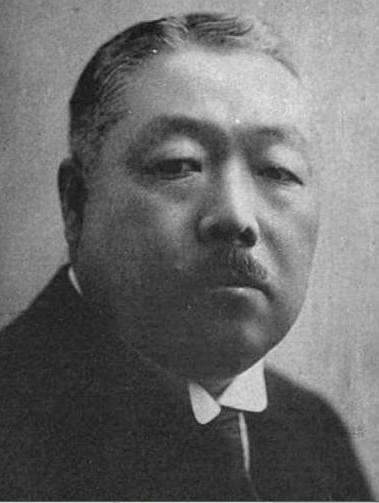
天竜川水力電気社長井上公二

上記豊根発電所と、未開発であった天竜川本流「滝原」地点の水利権を古河鉱業から引き継ぎ起業されたのが天竜川水力電気である。会社設立は1920年（大正9年）5月20日。本店を東京市麹町区八重洲町1丁目（現・千代田区丸の内2丁目）に置き、浜松市連尺に支店を設置。社長に井上公二（古河合名会社理事）が就任し、日本形染社長宮本甚七ら浜松市の人物も役員に入った。設立時の資本金は1000万円（払込資本金400万円、1株20円払込）であった。
新会社天竜川水力電気の起業目的は浜松方面への電力供給にあった。浜松市では、地元の浜松電灯を東京の日英水電が買収、同社が1912年（明治45年）より水力発電を電源として供給にあたっていたが、大戦景気を背景に地場産業の織物業界が活性化したことで慢性的な電力不足が続いていた。こうした状況下で電気事業に参入した天竜川水力電気では、既設豊根発電所から浜松市向宿の変電所へ至る送電線を整備し、1921年（大正10年）6月1日より浜松市内需要家への配電を開始した。同年11月からは愛知県岡崎市の電力会社岡崎電灯への電力供給も始まっており、開業後最初の決算（11月末）時点での需要家は、従前からの久根鉱山（370キロワット供給）と新規の岡崎電灯（1,000キロワット供給）および浜松市内需要家11軒（動力1,120馬力・電灯2,200灯供給）となった。

## 合併とその後
天竜川水力電気では浜松送電に続く第2期工事として、1923年（大正12年）ごろの完成を目指し天竜川本流の滝原発電所（出力1万2,300キロワット）に着手した。しかし完成を前に天竜川水力電気は古河財閥を離れ関西電気（旧名古屋電灯）に合併されることとなった。
旧名古屋電灯は福澤桃介が社長を務めた愛知県名古屋市の電力会社である。同社は1920年から周辺事業者の統合を開始し、1年半で計6社を合併。さらに1921年10月には奈良県の関西水力電気に形式上吸収合併され（福澤が社長を続投するなど実質的な存続会社は名古屋電灯側）、関西電気となった。関西電気成立後も周辺事業者の統合は継続され、1922年（大正11年）までに計9社の電力会社が吸収されている。そのうちの1社が天竜川水力電気であり、合併契約は関西水力電気と名古屋電灯の合併が完了する前の1921年9月1日に、関西水力電気との間に締結された。合併条件は、存続会社の関西水力電気が300万円を増資し、それに伴う新株（1株額面50円払込済み）を解散する天竜川水力電気の株主に対し持株10株（1株20円払込）につき3株の割合で交付する、というものであった。
合併契約は、関西水力電気側では関西電気への社名変更と同時、1921年10月18日の株主総会で承認された。天竜川水力電気でも同日株主総会を開き合併を承認している。合併契約成立に伴い、設計変更のため滝原発電所の隧道工事が10月30日限りで中断された。同年12月28日に逓信省から合併認可が下り、翌1922年2月1日に関西電気で合併報告総会が開かれて合併手続きが完了、同日天竜川水力電気は解散した。合併4か月後の1922年6月、関西電気は東邦電力へと改称している。

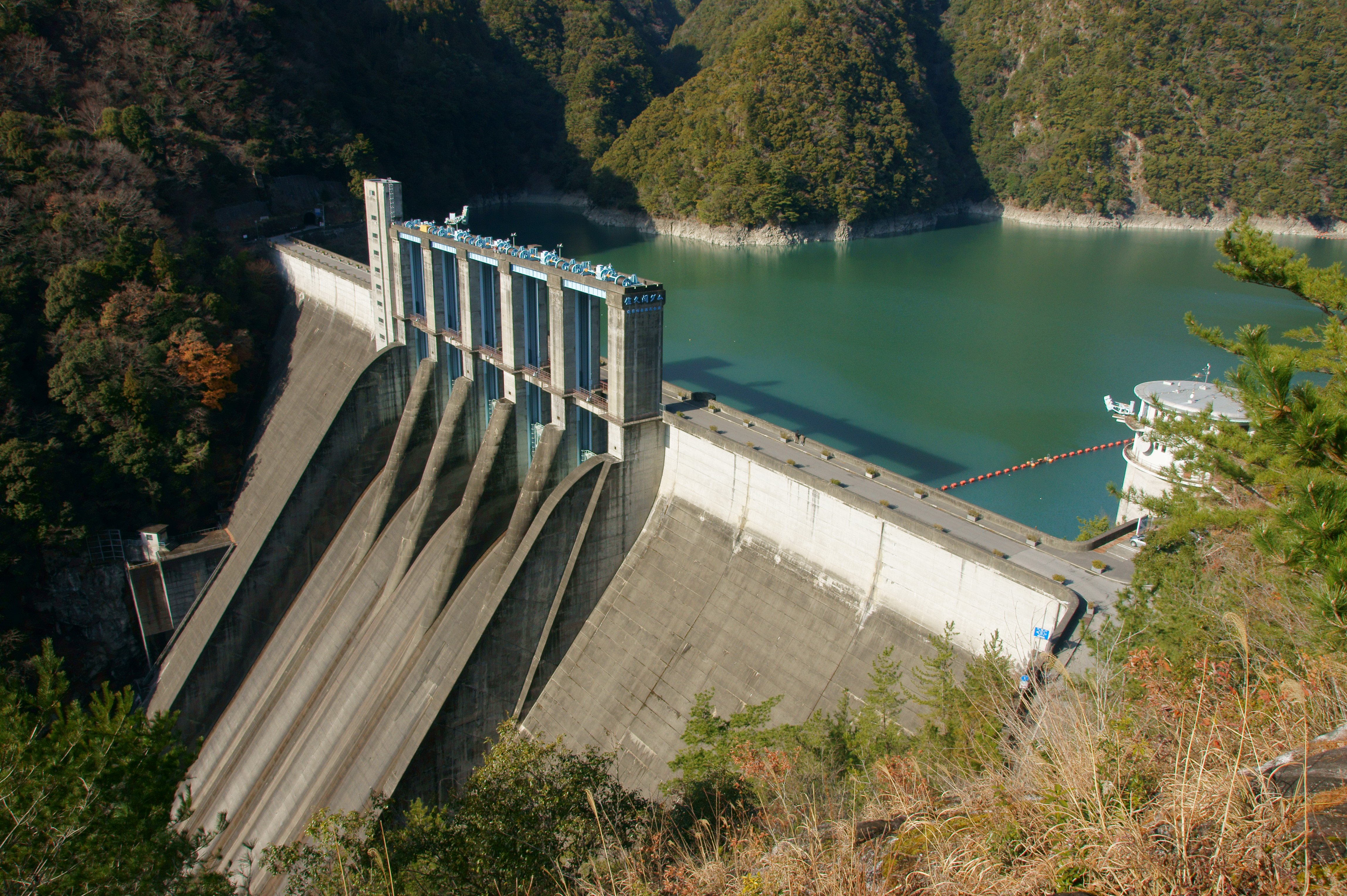
佐久間ダム

天竜川水力電気から滝原地点における天竜川水利権を引き継いだ東邦電力では、その後別途王子製紙から譲り受けた旧中部工場に関する水利権とあわせて開発計画を再検討した。その結果、天竜川を堰き止める2つのダムを築造し、「山室」（豊根村）と「中部」（佐久間村）の2地点に6万キロワットおよび7万8千キロワットの出力を持つ2つの調整池式発電所を建設する計画をまとめた。東邦電力では飛騨川開発の完了を待って1941年（昭和16年）以降に着工する予定であったが、同社の手では開発に至らず、太平洋戦争後になって地点を1か所に統合して開発実施に至った。こうして完成したのが出力35万キロワットに及ぶ電源開発佐久間発電所（佐久間ダム）である。佐久間ダム建設に際し、かつて天竜川水力電気が運転した豊根発電所はダム湖に水没する位置のため上方へ移設された。しかしこれに続く新豊根ダム建設により取水地点が水没したため1972年（昭和47年）に廃止されており、現存しない。